# Boxholm, Iowa
Boxholm är ett samhälle i Boone County i Iowa i USA, med en befolkning på 195 personer år 2010. Staden grundades år 1900 och är döpt efter den svenska tätorten med samma namn i Östergötland. Anledningen till detta är att ortens första postmästare, John B. Anderson, härstammade från denna plats.

### Fotnoter
1. ↑  United States Census Bureau, 2010 U.S. Gazetteer Files, United States Census Bureau, 2010, läst: 9 juli 2020.[källa från Wikidata]
2. ↑  United States Census Bureau (red.), USA:s folkräkning 2020, läs online, läst: 1 januari 2022.[källa från Wikidata]
3. ↑  ”Community Facts” (på engelska). American Factfinder. 26 februari 2010. Arkiverad från originalet den 12 februari 2020. https://archive.today/20200212234526/http://factfinder.census.gov/faces/nav/jsf/pages/community_facts.xhtml#none. Läst 14 februari 2015.